# Мухолов-клинодзьоб венесуельський
Мухолов-клинодзьоб венесуельський (Todirostrum viridanum) — вид горобцеподібних птахів родини тиранових (Tyrannidae). Ендемік Венесуели.

## Поширення і екологія
Венесуельські мухолови-клнодзьоби мешкають на півночі Венесуели, в штатах Сулія і Фалькон. Вони живуть в сухих, колючих чагарникових заростях та в саванах. Зустрічаються на висоті до 200 м над рівнем моря.